# Rejon Triadica
Rejon Triadica (bułg.: Район Триадица) – rejon w obwodzie miejskim Sofii, w Bułgarii. Populacja wynosi 65 000 mieszkańców.